# Memminger Sagen
Memminger Sagen sind volkstümliche Erzählungen aus der oberschwäbischen Stadt Memmingen und dem näheren Umland mit fantastischem oder auch eher anekdotischem Inhalt. Darunter sind auch Wandersagen, die in unterschiedlicher Fassung in verschiedenen Städten vorkommen. Manche Sagen haben auch ein Eigenleben entwickelt und gehören zu den Sieben Memminger Wahrzeichen.

## D'r Memminger Mau

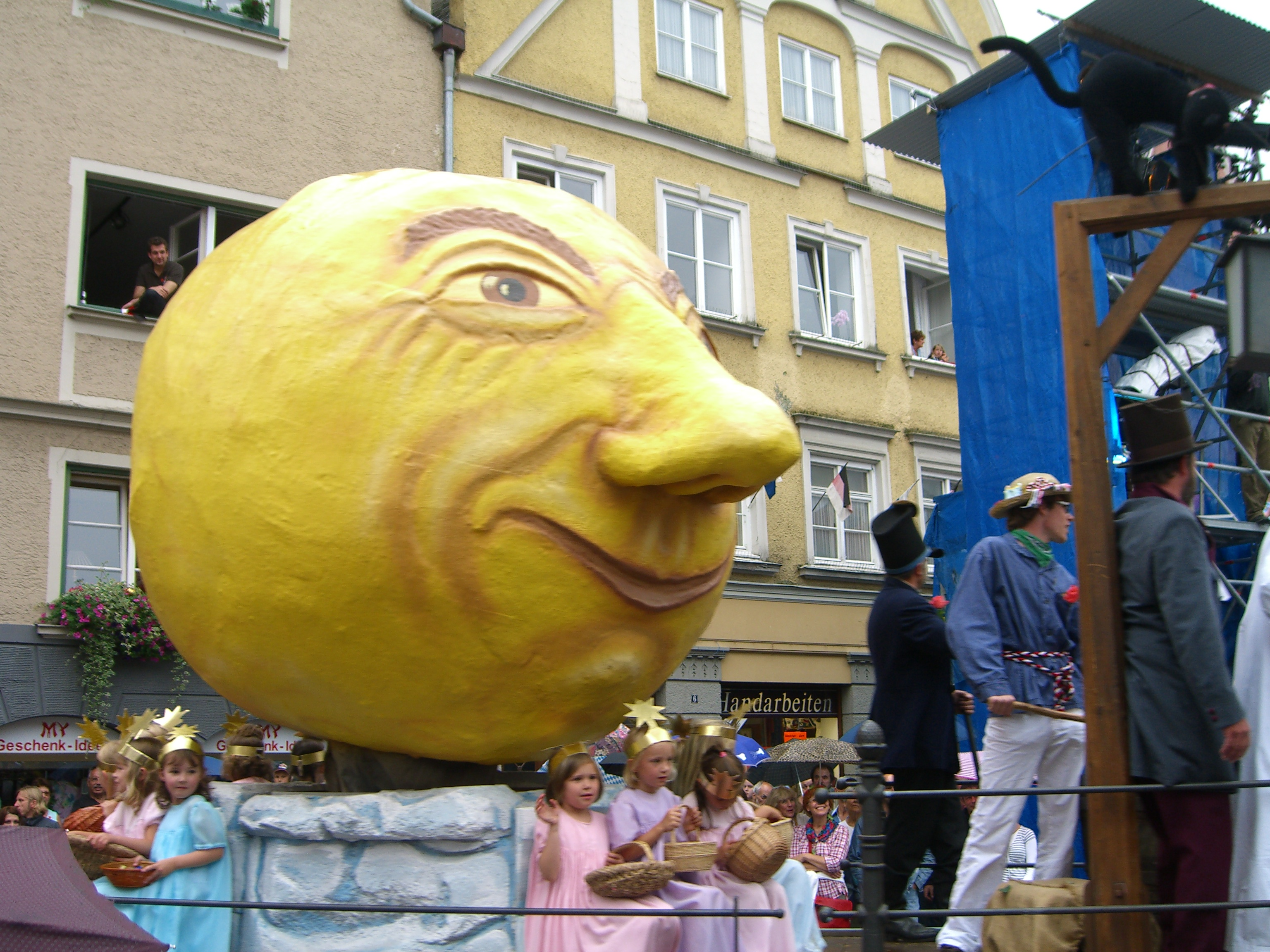
Der Memminger Mau beim Fischertagsumzug in Memmingen

Die bekannteste Memminger Sage handelt vom Memminger Mau (Mond). Von ihr hat auch die Stadt ihren Spitznamen als Maustadt.
Gingen einstmals in klarer Vollmondnacht ein paar Memminger aus dem Goldenen Löwen heimwärts. Auf einmal sahen sie, wie sich der Mond, hierorts Mau genannt, in einem der großen Zuber spiegelte, die unter den Dachtraufen der Häuser zu Feuerlöschzwecken standen. Da kam einem plötzlich der geniale Gedanke, den Mond doch gleich herauszufischen, damit die Stadt zu beliebiger Zeit über sein Licht verfügen könne. Schnell war der Stadtfischer geholt, der rückte mit Netzen aller Art und seinen Knechten an und begann sein Werk. Von den Fenstern ringsum schauten die aufgeschreckten Bürger herunter, was sich da unten abspielte, und selbst aus den Nebengassen kamen sie hergelaufen, aber…. Die Geschichte endet hier. Eine nahe Verwandtschaft mit den Schildbürgern ist zu erkennen.
Eine weitere Anekdote mit dem Mau wird gerne erzählt, um die hinterwäldlerischen Kleinstädter des ausgehenden 18. Jahrhunderts vorzustellen. Eines Tages kam eine junge Magd nach Lindau. Als sie spät abends den Mau scheinen sah, sagte sie: „Ja, dr Memminger Mau, scheint dr z’Lindau au?“.
Eine relativ neue Geschichte gibt es seit der ersten Mondlandung. Der damalige Oberbürgermeister Dr. Johannes Bauer schickte nach der ersten erfolgreichen Mondlandung scherzeshalber der NASA einen Brief, in dem er zum Erfolg gratulierte und gleichzeitig bemängelte, dass man die Memminger ruhig erst hätte fragen können, ob man auf ihrem Mau herumspazieren dürfe. Außerdem bat er um etwas Mondgestein zur Ausstellung im Stadtmuseum, „damit wenigstens ein Teil unseres Mau bei uns wirklich zu Hause ist“. Die NASA antwortete prompt mit der Bitte um nachträgliche Erlaubnis. Es wurde Mondgestein versprochen, von dem allerdings bis heute nichts angekommen ist. Zum 50. Jahrestag der Mondlandung im Jahr 2019 schrieb Oberbürgermeister Manfred Schilder erneut an die Raumfahrtbehörde und erinnerte an das damalige Versprechen, etwas Mondgestein überlassen zu bekommen.

## Der Gaul in der Wiege

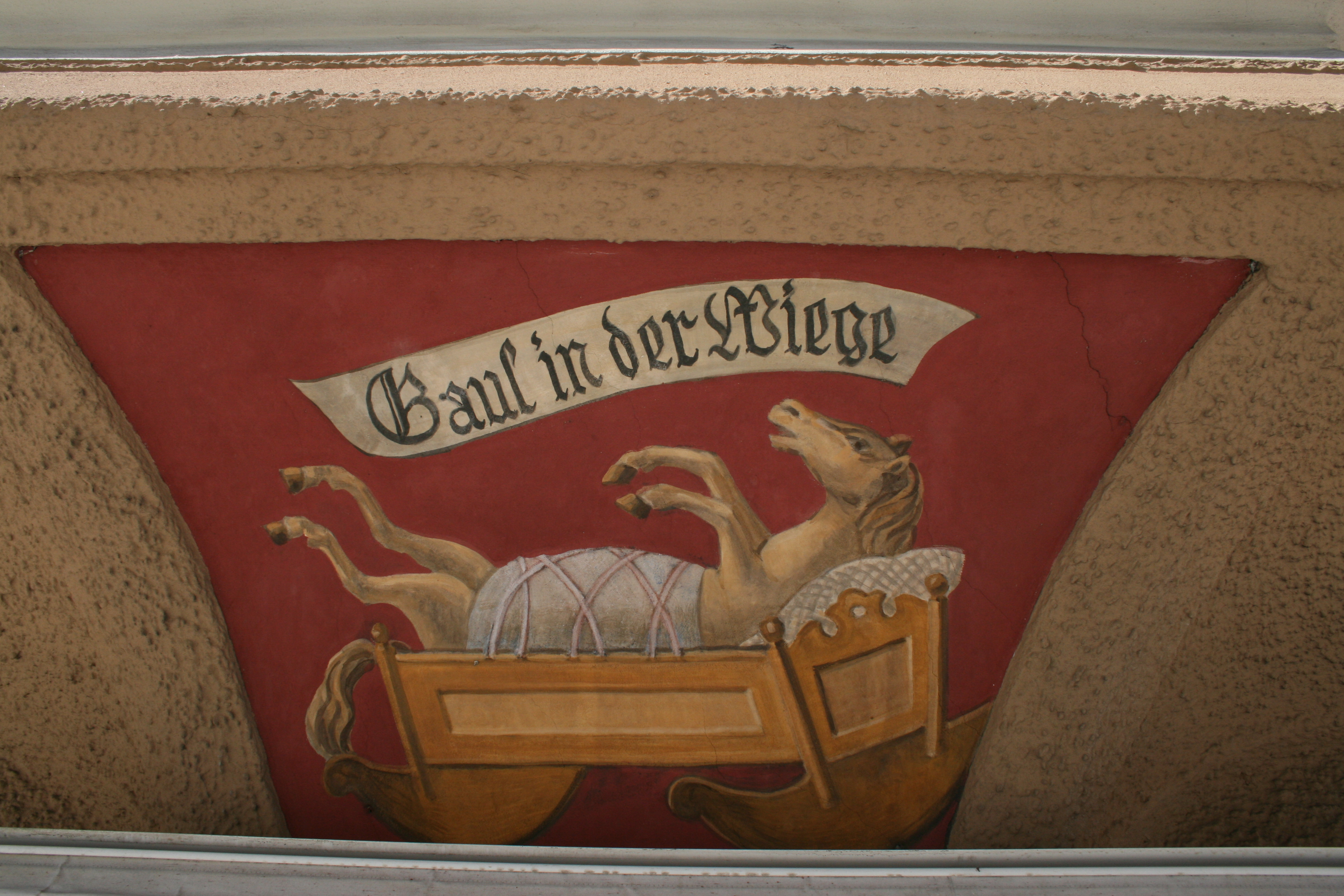
Das Bildnis vom Gaul in der Wiege

Hierbei geht es um die Geschichte einer scheintoten Ehefrau: Ein Totengräber wollte aus einem frischen Grab die Schmuckbeigaben stehlen. Als er den Sargdeckel abnahm, richtete sich die Totgeglaubte auf und fragte: „Was willst du?“. Entsetzt floh der Totengräber. Die vermeintlich tote Frau aber ging nach Hause. Ihr Mann traute seinen Augen nicht und sagte, sie könne nicht seine Frau sein, „so wenig, wie mein Gaul in der Wiege liegt“. Die beiden schauten nach. Und siehe da: Der Gaul lag tatsächlich in der Wiege. Der Mann ließ die Frau daraufhin ins Haus und die beiden verbrachten weitere glückliche Jahre miteinander. Zur Erinnerung ließ der Mann ein Gemälde an seinem Haus anbringen, das die Geschichte darstellt. Es heißt, dass das Gemälde nie verblassen darf, da sonst die Frau in dem Haus geistert.
Diese Sage gilt als Wandersage, da sie auch in anderen Städten in ähnlicher Form vorkommt. Das Bild, das unter dem Erker des Hauses in der Kalchstraße angebracht ist (Haus zum Gaul in der Wiege), ist vermutlich weitaus älter und soll einen Beruf darstellen. Welchen Beruf es darstellt, ist nicht bekannt. Dadurch kam die Sage vom Gaul in der Wiege auf.

## Die blaue Saul

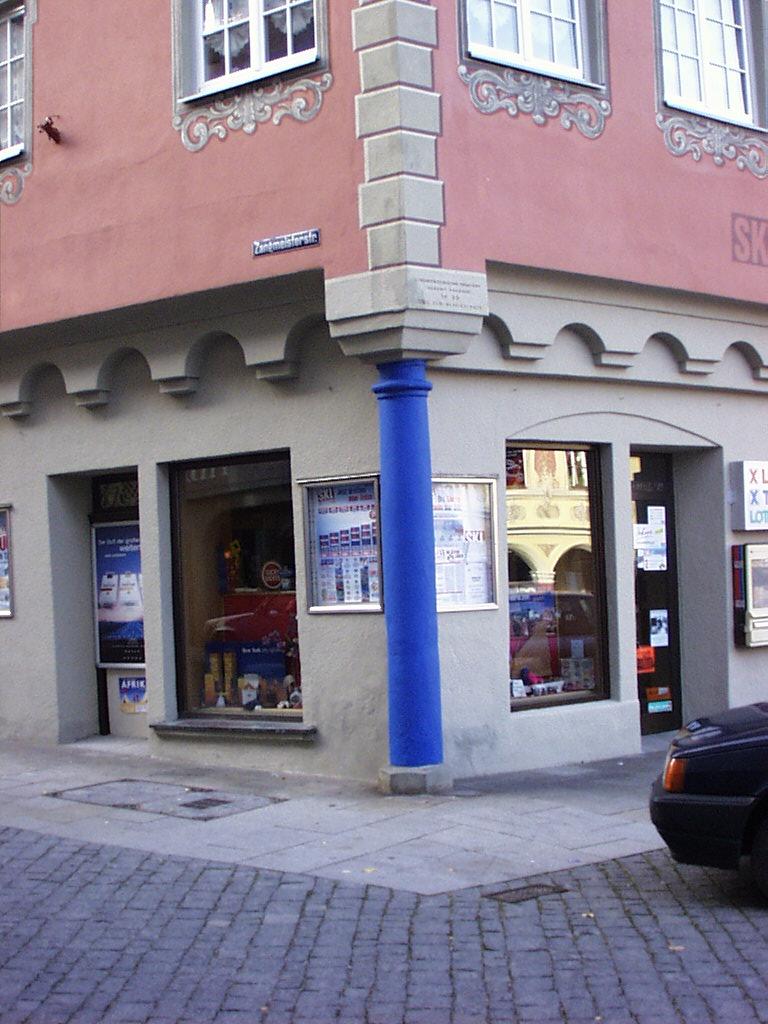
Die blaue Saul am Marktplatz

Die blaue Saul ist eine Säule am Marktplatz, der wohl der erste Richtplatz des Gerichtsbezirks Memmingen war. Allerdings kann niemand mit Bestimmtheit sagen, warum die Säule blau ist. Folgende Geschichte ist überliefert:
Eines Nachts nach der Sperrstunde ging ein Ratsherr recht betrunken aus einer der unzähligen Weinstuben nach Hause. Seine Begleitung, die er benötigte, um überhaupt nach Hause zu finden, hörte am Marktplatz den Nachtwächter. Er lehnte den betrunkenen Ratsherrn an die Säule, um den Nachtwächter abzulenken. Als dies geschafft war, holte er den Ratsherrn wieder ab. Allerdings hatte sein blauer Zustand die Säule blau eingefärbt. Seit diesem Zeitpunkt soll die blaue Saul existieren.
Heute gilt es als sicher, dass dieses Häusereck in der Zeit der Welfen ein Gerichtsplatz war. Im Laufe der Zeit ging dieses Wissen jedoch verloren und die Geschichte, dass diese Säule der Pranger war, kam auf. Allerdings geht aus Aufzeichnungen im Stadtarchiv hervor, dass der Pranger aus Holz gefertigt war. Er muss auch beweglich gewesen sein, da in alten Ratsprotokollen steht, dass der Pranger „zum Tore hinausgefahren wurde“.

## Der Basilisk

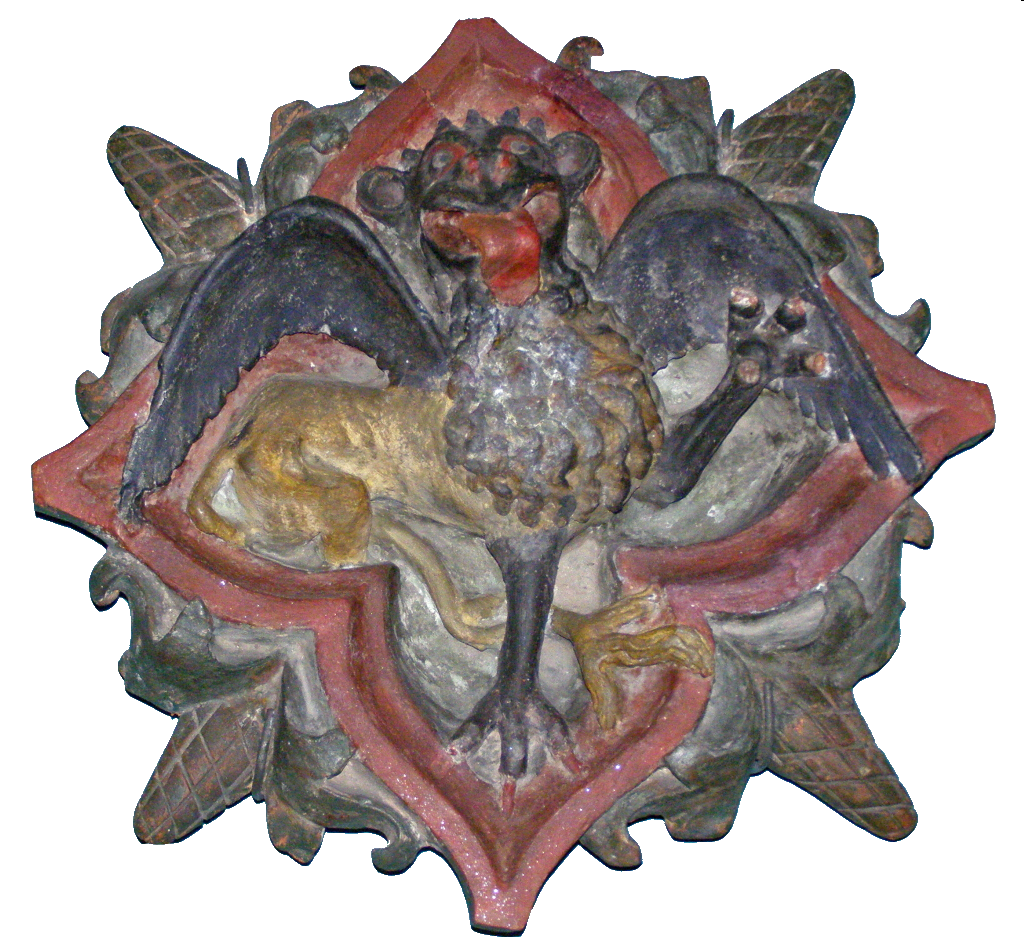
Der Basilisk im Memminger Stadtmuseum

Die Sage des Basilisken gilt als Wandersage, da sie in fast unveränderter Form vor allem in Norddeutschland des Öfteren vorkommt. Er trieb auch in Memmingen sein Unwesen. Er soll im Haus Nummer 11 in der Hinteren Gerbergasse gehaust haben. Er heißt auch der Drache hinterm Engel, was auf das Gasthaus Engel in der davorliegenden Hirschgasse zurückzuführen ist. Man geht davon aus, dass der versteinerte Basilisk im Stadtmuseum ein Schlussstein des Gewölbes im ehemaligen Schottenkloster war, das im 16. Jahrhundert abgebrochen wurde.
Die Sage hat wohl einen wahren Kern. Die Abortgruben im Keller aller Häuser mussten damals alle drei bis vier Jahre gereinigt werden. Dies wurde aber oft von den Bewohnern der Häuser vernachlässigt. Durch die sich bildenden Gase kamen des Öfteren durch „mysteriöse Umstände“ Menschen ums Leben. Es ist davon auszugehen, dass die Gase die Todesursachen waren, die dem Basilisken zugeschrieben wurden.
In einer anderen Variante erhält ein zum Tode Verurteilter die Freiheit, indem er einen Basilisken tötet, der im Keller eines Hauses nahe der Frauenmühle lebte. Der Basilisk hatte schon vorher viele Wagemutige mit seinem Blick umgebracht. Der Mann hatte dafür sein Gewand mit Spiegeln behängt und einen solchen als Schild getragen. Der Basilisk ist eines der sieben Memminger Wahrzeichen.

## Die heilige Hildegard

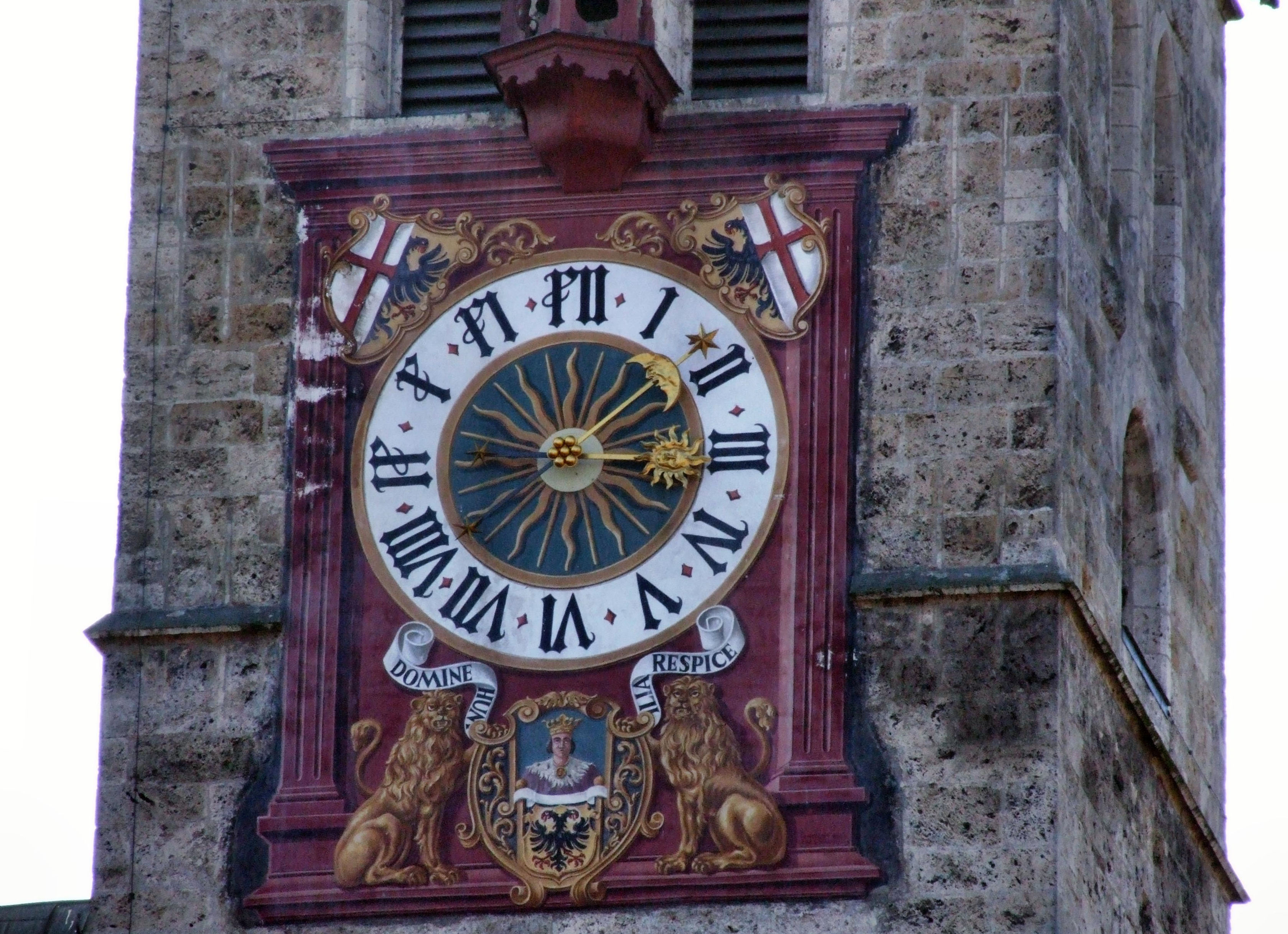
Die Turmuhr von St. Martin mit der heiligen Hildegard

Die heilige Hildegard ist ein Bildnis von Bernhard Strigel am Turm von St. Martin. Es sollte ursprünglich den letzten staufischen König Konradin von Sizilien darstellen, der 1268 durch Karl I. von Anjou in Neapel hingerichtet wurde. Allerdings erkannte ihn die Bürgerschaft nicht, sondern meinte, es stelle die heilige Hildegard dar.
Die damalige Stadtbevölkerung hatte zu der in Schwaben und im Allgäu sehr verehrten Heiligen eher einen Bezug als zu dem nie gesehenen letzten Staufer.

## Die Sieben Schwaben
Einer der Sieben Schwaben, der Spiegelschwab, kam der Legende nach aus Memmingen. Dieser putzte seine Nase mit seinem Ärmel so lang, bis daraus eine glatte, spiegelnde Fläche entstand.

## Verhexte Münzen
In Memmingen fand ein Mädchen in dem Alter, als die Kinder zum ersten Mal den Leib des Herrn empfangen, auf dem Kirchweg eine knopfgroße, silberglänzende Münze. Es hob sie auf und steckte sie
in den Rocksaum. Kurz nachdem es heimgekommen war, war das Kind plötzlich an beiden Beinen gelähmt. Weder Doktor noch Bader, die gerufen wurden, wussten Rat. Da ließ man den Scharfrichter kommen. Der nahm schnurstracks den Rock vom Rahmen, holte den Silberknopf aus dem Saum, warf ihn ein paar Mal auf den Tisch und sagte lachend: „Loset, wie das Silber klingt!“ Aber das war Spott, denn jedes Mal, wenn das Geldstück den Tisch berührte, klang es durchs Haus wie Donnerrollen, und alle bekamen es mit der Angst zu tun. Der Scharfrichter aber ließ sich eine Feile geben, machte die Münze zu Spänen und ließ diese das kranke Mädchen in einem Glas Wein trinken. Alsbald kroch der Gelähmten eine kleine schwarze Schlange aus dem Leib. Die schlug der Henker tot und warf sie ins Feuer. Vom gleichen Augenblick an konnte das Kind wieder gehen und war gesund wie zuvor. Der Scharfrichter gab ihm nun den Rat, es solle in der Kirche auf die Person achten, die Kopf und Hände verbunden habe; von dieser nämlich komme das Hexenwerk. Jetzt aber seien ihr beim Verbrennen der Schlange Wunden geblieben. Wie erstaunte das Mädchen, als es anderntags in der Kirche seine eigene Base in dieser Aufmachung erblickte. Als die Leute dem Scharfrichter danken und ihn belohnen wollten, lehnte er ab. Man solle lieber jedes Mal, wenn er einem armen Sünder den Kopf abschlagen müsse, für ihn und sein Opfer ein Vaterunser beten.
Diese Sage ist heute nicht mehr allzu präsent in den Köpfen der Menschen, zeigt aber dennoch die damalige Sorge und Angst vor Hexen. Unter dieser Prämisse muss man diese Sage sehen. Gerade in der Zeit der Hexenverbrennung kamen in vielen deutschen Städten solche Sagen auf, sodass auch diese zur Gattung Wandersage gehört.

## Pfeiferlein in der Pestgrube
Bei der großen Pest, welche die Stadt Memmingen im Jahre 1503 heimsuchte, wurden, weil man mit Begraben nicht mehr nachkam, viele Tote auf dem Friedhof bei Sankt Martin in Massengräber gelegt. In dieser Zeit trug es sich zu, dass ein Pfeifer beim Roten Ochsen sich so sehr betrank, dass er den Heimweg verfehlte und sich zuletzt vor einem Haus auf die Bank legte, um seinen Rausch auszuschlafen. In der Nacht aber kamen die Totengräber, welche die Pesttoten einsammelten, die untertags in der Stadt gestorben waren und die man damals kurzerhand bis zur Abholung vor die Häuser zu legen pflegte. Die Totengräber, die es dazumal immer sehr eilig hatten, hielten den Schläfer für eine Leiche und luden ihn deshalb zu anderen auf ihren Karren. Auf dem Gottesacker legten sie ihn zu den Toten in die große Grube, und weil diese noch nicht ganz voll war, deckten sie das Loch einstweilen mit Brettern zu. Als nun der Musikant erwachte und merkte, dass er bei lauter toten Leuten lag, erschrak er sehr. Er zog seine Pfeife aus dem Sack und spielte, mehr aus Angst als aus Lust, ein Stückle nach dem anderen. Wie nun die Leute zur Frühmesse gingen, erschraken sie nicht wenig, weil alles glaubte, da unten in der Grube spielte ein Gespenst auf einem Totenbein. Endlich wagten sich doch drei tapfere Männer, aus der Kirche zu gehen, nahmen die Bretter weg und zogen das arme Pfeiferlein heraus.
Diese Sage beruht auf einer wahren Begebenheit und hat die Jahrhunderte überlebt. Sie ist in verschiedenen Ratsprotokollen im Stadtarchiv erwähnt. Was mit dem Pfeiferlein später passierte, ist allerdings unbekannt.
Ein ähnliches Motiv ist auch aus Wien vom lieben Augustin bekannt.

## Schlüsseljungfrau
Von der Lindenfärbe in der Lindentorstraße bis nach Dickenreis hinaus hatte einst zur Nachtzeit die Schlüsseljungfrau ihren „Gang“. Den Namen hatte das schneeweiß gekleidete Gespenst davon, dass es stets einen Schlüsselbund mit sich herumtrug, es erschien aber immer nur zu heiligen Zeiten. Einmal wollte ein Knecht von der Bleiche die Jungfrau erlösen, schaffte es aber nicht. Darüber soll die Jungfrau bitterliche Tränen vergossen haben. Der Geist ist später, wie man sagt, doch noch erlöst worden und zwar durch einen jungen Mann, der die Jungfrau fragte, ob er mit den Schlüsseln etwas helfen könne. Darauf antwortete die Jungfrau, nun sei sie erlöst, denn jetzt hätten die Schlüssel ihre Kraft wieder. Was aber diese Rede zu bedeuten hatte, konnte niemand sagen.
Auch diese Sage ist eine Wandersage, kommt sie doch in verschiedenen Orten in abgewandelter Form vor. Auch hier zeigt sich die große Angst vor dem Sterben und der Hexenverfolgung im ausgehenden Mittelalter.

## Der Nürnberger Trichter
Die Memminger Bürger wollten von den Nürnbergern den Nürnberger Trichter, in dem man Wissen durch ein Loch im Kopf in sich hineinschütten konnte, für ihren Bürgermeister bekommen. Die Nürnberger gaben ihnen aber nur ein nutzloses Duplikat. Weil die Reutlinger aber nun glaubten, dass die Memminger den Trichter hätten, stahlen sie diesen aus Memmingen.

## Der Schlorggahans
Eine der weniger bekannten Sagen spielt in der Umgebung der Kinderlehrkirche und des Antonierhauses – früher wegen des guten Verhältnisses seiner Bewohner zueinander auch Haus „Zur Eintracht“ genannt. Ein reisender Kaufmann kehrte mit seiner hochschwangeren Frau zur Rast ein, als die Wehen einsetzten. Mutter und Kind starben jedoch kurz nach der Geburt und wurden auf dem Friedhof von St. Martin beerdigt. Der Witwer, ein gebrochener Mann, blieb in Memmingen zurück. Noch lange nachdem er selbst gestorben war, waren seine schlurfenden (schlorggenden) Schritte zu hören, auch machte er sich im Waschraum und am Brunnen des Hauses „Zur Eintracht“, in dem heute die Stadtbibliothek untergebracht ist, zu schaffen. Immer wieder konnte man von dort ein deutliches Gluckern vernehmen, als würde dort jemand Wasser pumpen. Davon abgesehen scheint er ein recht friedliches Gespenst gewesen zu sein, das niemanden etwas zu Leide tat, obwohl es noch lange Zeit als „Schlorggahans“ oder „Schlorgghans“ als Drohung für ungezogene Kinder herhalten musste.
Bei dieser Sage handelt es sich wiederum um eine Wandersage, die in nahezu identischer Form in Kaufbeuren erzählt wird. Dort hat der „Schlorgger“ jedoch keinen Namen, spukt jedoch ebenfalls um die St. Martins-Kirche und auf dem anliegenden Friedhof herum. In sehr anschaulicher Weise verbindet diese Sage zwei ehemalige freie Reichsstädte miteinander.